# Jean-Louis Fournier (écrivain)
Pour les articles homonymes, voir Jean-Louis Fournier et Fournier.
Jean-Louis Fournier est un écrivain, humoriste et réalisateur de télévision, né le 19 décembre 1938 à Calais.

## Biographie
Il est le fils aîné du médecin Paul Léandre Émile Fournier (né le 23 août 1911 à Avesnes-le-Comte et mort le 4 mai 1954 à Arras) et de Marie-Thérèse Françoise Camille Delcourt (née le 17 juillet 1916 à Saint-Pol-sur-Ternoise et morte le 20 septembre 1998 à Arras), rédactrice. Il a deux frères, Yves-Marie (1940-2019) et Bernard (1943) et une sœur Catherine (1953).
Il réalise régulièrement l'émission télévisée Italiques de Marc Gilbert entre 1971 et 1974.
Il est le créateur, entre autres, de La Noiraude et d’Antivol, l'oiseau qui avait le vertige. Par ailleurs, il a été le complice de Pierre Desproges en réalisant les épisodes de La Minute nécessaire de monsieur Cyclopède, ainsi que les captations de ses spectacles au Théâtre Grévin (1984) et au Théâtre Fontaine (1986).
En 2008, Jean-Louis Fournier publie le roman Où on va, papa ? dans lequel il décrit sa relation avec ses deux fils handicapés. Le livre, qui reçoit le prix Femina, suscite un certain nombre de controverses et une réponse de la mère des deux garçons.
Depuis, il a écrit d'autres romans : Poète et Paysan en 2010, Veuf en 2011 et La servante du Seigneur en 2013.
Jean-Louis Fournier a écrit et joué au Théâtre du Rond-Point deux pièces inspirées de ses écrits, Tout enfant abandonné sera détruit, donnée en novembre 2011 et Mon dernier cheveu noir, donnée en novembre 2012.

## Œuvres
- 1992 : La Grammaire française et impertinente (manuel)
- 1993 : L'Arithmétique appliquée et impertinente (manuel)
- 1994 : Peinture à l'huile et au vinaigre (essai)
- 1994 : Le Pense-bêtes de Saint François d'Assise (essai)
- 1995 : Le Curriculum vitæ de Dieu (essai)
- 1996 : Le Pain des Français (essai)
- 1996 : Sciences naturelles et impertinentes (manuel)
- 1998 : Je vais t'apprendre la politesse, p'tit con (essai)
- 1999 : Il a jamais tué personne, mon papa (récit)
- 1999 : La Noiraude (album jeunesse)
- 2000 : Encore La Noiraude (album jeunesse)
- 2000 : Roulez jeunesse, un code de la route pour les jeunes
- 2001 : Pas folle la Noiraude (album jeunesse)
- 2001 : J'irai pas en enfer (récit)
- 2002 : Mouchons nos morveux (essai)
- 2003 : Le Petit Meaulnes (roman)
- 2003 : Antivol, l'oiseau qui avait le vertige (album jeunesse) (Stock) (avec Gilles Gay)
- 2004 : Les mots des riches, les mots des pauvres (essai)
- 2005 : Satané Dieu ! (roman)
- 2006 : OGM, Organismes Gentiment Modifiés (album jeunesse)
- 2006 : Mon dernier cheveu noir (récit)
- 2007 : A ma dernière cigarette (essai)
- 2007 : Histoires pour distraire ma psy (recueil de nouvelles)
- 2008 : Où on va, papa ? (récit)
- 2010 : Poète et paysan (roman)
- 2011 : Veuf (récit)
- 2012 : Ça m'agace (roman, Éditions Anne Carrière)
- 2013 : La Servante du Seigneur (roman, Stock)
- 2014 : Trop (Éditions de la Différence)
- 2014 : Manuel impertinent. Grammaire, Arithmétique, Sciences naturelles (regroupement d'essais, Payot)
- 2015 : Ma mère du Nord (récit, Stock)[5]
- 2016 : Bonheur à gogos ! (Payot)
- 2017 : Mon autopsie (Stock)
- 2018 : Dictionnaire amoureux du Nord (Plon)
- 2019 : Je ne suis pas seul à être seul (Jean-Claude Lattès)
- 2020 : Merci qui ? Merci mon chien (Buchet-Chastel)[6]
- 2021 : Je n'ai plus le temps d'attendre (Jean-Claude Lattès)
- 2022 : Veuf cherche femme immortelle (Jean-Claude Lattès)
- 2023 : Mon petit frère (livre) (Philippe Rey)

## Filmographie
- 1975 : Pachyderm Story (série d'animation diffusée sur TF1 dans l'émission Restez donc avec nous...)
- 1976 : Egon Schiele
- 1977 : Antivol, l'oiseau au sol (série d'animation diffusée sur TF1 dans l'émission L'Île aux enfants)
- 1977 : La Noiraude (série d'animation diffusée sur TF1 dans l'émission L'Île aux enfants)
- 1982 : La Minute nécessaire de monsieur Cyclopède (99 chroniques)
- 1989 : L'Or du diable (série TV, 6 épisodes)
- 1991 : D'amoureuses histoires, avec Ronny Coutteure (29 épisodes × 3 min)
- 1993 : Un cercueil pour deux  (téléfilm)
- 1995 : Arithmétique impertinente (mini-série, 120 épisodes de 3 min)
- 1998 : Je vais t'apprendre la politesse (mini-série de 3 min)

## Distinctions
- Prix Femina 2008 : Où on va, papa ?
- Jean-Louis Fournier est membre de l'Académie Alphonse-Allais.